# 수도권 전철 경의선
수도권 전철 경의선(首都圈 電鐵 京義線)은 대한민국 서울특별시 용산구의 서울역과 경기도 파주시의 문산역을 잇는 수도권 전철의 운행 계통으로, 현재는 수도권 전철 경의·중앙선의 일부이다. 통행방향은 좌측통행이다.

## 개요
구파발 방면에서 구 원당면 지역을 끼고 우회하는 굴곡 노선을 달리는 수도권 전철 3호선과는 달리, 통일로와 수색로를 따라 서울특별시 도심과 더욱 빠르게 연계되는 경의선을 따라 운행한다. 특히 이 계통으로 인하여 파주시에도 수도권 전철의 혜택이 미치게 되었다.

## 역사
- 2009년 7월 1일 : 디지털미디어시티 ~ 문산 간 복선 전철 개통과 함께 운행 개시 및 경의선 풍산역, 디지털미디어시티역 개통[1]
- 2012년 12월 15일 : 용산선 가좌 ~ 공덕 구간 개통으로 홍대입구역, 서강역, 공덕역 영업개시.
- 2014년 3월 17일 : 용산선 서강역을 서강대역으로 역명 변경
- 2014년 10월 25일 : 경의선 강매역 개통
- 2014년 12월 27일 : 용산선 공덕 - 용산 구간 개통 및 수도권 전철 중앙선과 직결 운행 개시로 수도권 전철 경의·중앙선으로 대체됨

## 운영

### 운행
- 배차 간격은 용산 - 문산 전동차가 10 ~ 30분, 문산 - 서울역 전동차가 출·퇴근 시간대(RH)에 20 ~ 30분 간격이고, 평시에는 1시간 간격이였다. 이에 대하여는 비판이 있었으나, 서울시내 구간인 서울역 - 디지털미디어시티 구간의 배차 간격이 상대적으로 길었던 이유는 수도권철도차량정비단의 KTX 열차 입·출고와 수색차량사업소의 일반 열차 입·출고로 인한 선로 용량 제한 때문에 불가피한 결과이다. 이로 인해 서울역과 신촌역의 역번호는 공식적인 경의선으로는 본선이지만 수도권 전철의 안내 체계상으로는 지선 역번호 형태를 갖게 되었다.
- 잔여 용산선 구간인 가좌 - 용산 구간은 2012년 12월 15일에 일괄 개통 예정이었으나, 효창공원앞역 토지보상 문제로 공사가 지연되면서 디지털미디어시티 - 공덕 구간이 2012년 12월 15일에 먼저 개통되었다.[2] 나머지 공덕 - 용산 구간은 2014년 12월 27일에 개통되는 것으로 이원화되었다.
- 이 운행 계통의 개시와 함께 기존 경의선을 운행하던 새마을호는 폐지되었고, 통근열차는 문산 - 도라산 구간으로 단축 운행되다가 2014년 5월 1일부로 폐지되어 5월 4일부터 평화열차가 서울역 - 도라산역 구간을 반복 운행하게 되었다.

### 급행

#### 출퇴근 급행
평일 출·퇴근 시간대에 급행 열차를 운행했다. 공덕 - 문산 급행은 용산선 전철 운행이 시작된 2012년 12월 15일부터 운행하기 시작하였고, 평일 출·퇴근 시간대에 각각 2회씩 운행했다. 서울역 - 문산 급행은 평일 출근 시간대에 서울역행이 2회, 퇴근 시간대에 문산행이 2회 운행했다.
- 서울 - 문산 급행 : 문산 - 금촌 - 운정 - 일산 - 백마 - 대곡 - 행신 - 디지털미디어시티 - 신촌 - 서울
- 공덕 - 문산 급행 : 문산 - 금촌 - 금릉 - (운정) - 탄현 - 일산 - 백마 - 대곡 - 행신 - 디지털미디어시티 - 홍대입구 - 공덕

2013년 3월 4일부터 서울 - 문산 급행이 신촌역에 정차했다.
2014년 12월 27일 이전의 급행은 평일 출근 시간대에 문산발 서울행 A급행과 B급행이 1회씩 있었다. B급행 노선은 2009년 12월 1일부터 운행을 개시했으며 2012년 12월 15일 부로 A급행이 공덕 - 문산 급행으로 전환되었다. 원래 공덕 - 문산 급행은 운정역을 통과할 예정이었으나, 공덕행 K2600 열차와 문산행 K2607 열차에 한정 정차했다.
- A급행은 디지털미디어시티역까지는 2014년 12월 27일 이전의 공덕 - 문산 급행과 동일하고 이후 신촌역 정차 후 서울역으로 운행되었다.
- B급행은 2012년 12월 15일부터 경의·중앙선으로 통합된 이후인 2016년까지 존속해 온 서울 - 문산 급행과 정차역이 같았다.

#### 대곡 ~공덕셔틀 급행
- 공덕 - 대곡 급행 : 대곡 - 행신 - 디지털미디어시티 - 가좌 - 홍대입구 - 서강대 - 공덕

2013년 3월 4일부터 일부 전동차들이 서울역에서 출발하는 시간대에 걸려 공덕 - 가좌 간의 배차 간격이 30분으로 벌어지는 문제를 해결하기 위해, 공덕 - 대곡 셔틀 급행이 오전 10시부터 오후 6시까지 운행하기 시작했다. 공덕 - 디지털미디어시티 구간에서는 완행열차나 다름없었으나 이후에는 행신역, 대곡역에만 정차했다. 2013년 10월 3일부터는 주말과 휴일에도 운행했다. 2014년 12월 27일 경의·중앙선 직결 운행 이후 해당 계통이 폐지되면서 대곡 종착 열차로는 대곡 - 서울역 셔틀이 급행이 아닌 완행열차로 명맥을 유지하게 되었다.

### 차량
- 331000호대 전동차 : 27개 편성(33101 ~ 33127)

## 효과

도착 시각이 함께 안내되는 경의선 행선안내기

그동안 1시간에 1대 꼴로 운행되던 통근열차를 이용해야만 서울로 진입할 수 있었던 파주 지역 주민과 경기도 고양시 일산서구 일산동·탄현동 주민들에게 교통 편의를 주며, 노선 굴곡을 줄여 표정 속도를 높였기 때문에 일산신도시 주민들은 일산선보다 더 빠른 시간에 서울로 올 수 있게 되었다. 또한 일산선의 과포화 상태의 여객 수요를 분할하고, 출근 시간 서울역 방면 급행 열차를 운행함으로써 교통 편의를 갖게 되었다.
그리고 2014년 12월 27일에 경의선 2단계 구간인 공덕 - 용산 구간이 연장 개통되어 수도권 전철 중앙선과 상호 직결되면서, 경기도 파주시 문산읍 문산리에서 경기도 양평군 용문면 다문리까지 전철로 바로 이을 수 있는 철도역 여건이 마련되었다.
또한, 공덕역까지의 계통은 타 노선 및 여객열차가 운행하지 않는 완벽한 독립 노선이며, 이용객이 적어 코레일 광역전철 노선 중에서 가장 높은 정시성을 가지고 있었다. 이 때문에 경의선 구간의 거의 모든 역의 구내 행선 안내기에서 현재 열차 인접역 정보 대신 열차 도착 예정 시각을 안내하고 있었다.

## 비판
- 경의선 복선 전철 개통 당시 일부 전철역들이 완공이 덜 된 상태에서 너무 급하게 전철을 개통시킨 것이 아니냐는 지적이 있었다.[4]
- 경의선을 복선 전철화할 당시에 한국철도시설공단과 참여 시공사들이 부실 공사를 하였다는 의혹이 제기되고 있지만, 공단은 이를 무시하였다.[5][6]
- 경의선 전철 개통과 동시에 한국철도공사가 행신역과의 거리를 이유로 강매역을 폐역한 것에 대하여 행신2지구 주민들이 반발한 적이 있었다. 이로 인해 강매역을 신축하여 영업을 재개하기로 합의, 2014년 10월 25일에 재개통되었다.
- 대곡역의 환승 통로가 지나치게 승객들을 우회시켜 환승객들의 불편을 가져오고 있으며, 환승역에는 장애인을 위한 편의시설조차 설치되어 있지 않다는 지적이 있다.[7]
- 일부 서울역행 전동열차 편성으로 인해 용산선 가좌역(지하) 이남의 역들은 일부 시간대에 30분 배차간격이 발생하게 되었다. 그래서 대곡역까지 운행하는 공덕역 출발 급행 열차가 신설되었으며, 평일에만 운행하는 공덕발 대곡행 완행열차도 1편성 있었으나 직결운행 직후 대곡역 착발 열차는 서울역 착발의 완행열차 운행으로 일원화되었다.

## 역 목록
- 부기역명 (사용료를 지불하고 3년간 표기하는 역명)의 영문과 한자는 표기하지 않았다.

### 현재 영업 중인 구간
- 연두색 (■): 수도권 전철 서해선 공유 구간

#### 경의선
| 역 번호 | 역명              | 로마자 역명             | 한자 역명         | Ａ 급 행 | Ｂ 급 행 | 대 곡 급 행 | 접속 노선                                                         | 역간 거리 | 누적 거리 | 소재지     | 소재지   |
| ------- | ----------------- | ----------------------- | ----------------- | -------- | -------- | ----------- | ----------------------------------------------------------------- | --------- | --------- | ---------- | -------- |
| P313    | 서울역            | Seoul Station           | 서울驛            | 미 운 행 | ●        | 미 운 행    | ● 수도권 전철 1호선 ● 수도권 전철 4호선 ● 인천국제공항철도 경부선 | -         | 0.0       | 서울특별시 | 중구     |
| P314    | 신촌              | Sinchon                 | 新村              | 미 운 행 | ●        | 미 운 행    |                                                                   | 3.1       | 3.1       | 서울특별시 | 서대문구 |
| K315    | 가좌              | Gajwa                   | 加佐              |          |          | ●           | 지평 방면                                                         | 2.7       | 5.8       | 서울특별시 | 서대문구 |
| K316    | 디지털미디어시티  | Digital Media City      | 빈칸              | ●        | ●        | ●           | ● 서울 지하철 6호선 ● 인천국제공항철도                            | 1.7       | 7.5       | 서울특별시 | 은평구   |
| K317    | 수색              | Susaek                  | 水色              | ｜       | ｜       | ｜          |                                                                   | 0.6       | 8.1       | 서울특별시 | 은평구   |
| K318    | 한국항공대        | Korea Aerospace Univ.   | 韓國航空大        | ｜       | ｜       | ｜          |                                                                   | 3.4       | 11.5      | 경기도     | 고양시   |
| K319    | 강매              | Gangmae                 | 江梅              | ｜       | ｜       | ｜          |                                                                   | 2.5       | 14.0      | 경기도     | 고양시   |
| K320    | 행신              | Haengsin                | 幸信              | ●        | ●        | ●           |                                                                   | 0.9       | 14.9      | 경기도     | 고양시   |
| K321    | 능곡              | Neunggok                | 陵谷              | ｜       | ｜       | ｜          |                                                                   | 1.5       | 16.4      | 경기도     | 고양시   |
| K322    | 대곡              | Daegok                  | 大谷              | ●        | ●        | ●           | ● 수도권 전철 3호선                                               | 1.8       | 18.2      | 경기도     | 고양시   |
| K323    | 곡산              | Goksan                  | 谷山              | ｜       | ｜       | 미 운 행    |                                                                   | 1.7       | 19.9      | 경기도     | 고양시   |
| K324    | 백마              | Baengma                 | 白馬              | ●        | ●        | 미 운 행    |                                                                   | 1.6       | 21.5      | 경기도     | 고양시   |
| K325    | 풍산              | Pungsan                 | 楓山              | ｜       | ｜       | 미 운 행    |                                                                   | 1.7       | 23.2      | 경기도     | 고양시   |
| K326    | 일산              | Ilsan                   | 一山              | ●        | ●        | 미 운 행    |                                                                   | 1.9       | 25.1      | 경기도     | 고양시   |
| K327    | 탄현              | Tanhyeon                | 炭峴              | ●        | ｜       | 미 운 행    |                                                                   | 1.7       | 26.8      | 경기도     | 고양시   |
| K328    | 야당              | Yadang                  | 野塘              | ｜       | ｜       | 미 운 행    |                                                                   | 2.1       | 28.9      | 경기도     | 파주시   |
| K329    | 운정              | Unjeong                 | 雲井              | ▲        | ●        | 미 운 행    |                                                                   | 1.5       | 30.4      | 경기도     | 파주시   |
| K330    | 금릉              | Geumneung               | 金陵              | ●        | ｜       | 미 운 행    |                                                                   | 3.1       | 33.5      | 경기도     | 파주시   |
| K331    | 금촌              | Geumchon                | 金村              | ●        | ●        | 미 운 행    |                                                                   | 2.1       | 35.6      | 경기도     | 파주시   |
| K333    | 월롱 (서영대학교) | Wollong (Seyoung Univ.) | 月籠 (瑞永大學校) | ｜       | ｜       | 미 운 행    |                                                                   | 4.1       | 39.7      | 경기도     | 파주시   |
| K334    | 파주 (두원대학)   | Paju (Doowon Univ.)     | 坡州 (斗元大學)   | ｜       | ｜       | 미 운 행    |                                                                   | 2.2       | 41.9      | 경기도     | 파주시   |
| K335    | 문산              | Munsan                  | 汶山              | ●        | ●        | 미 운 행    | 경의선                                                            | 4.4       | 46.3      | 경기도     | 파주시   |

#### 용산선
2012년 12월 15일에 가좌역에서 공덕역까지, 2014년 12월 27일에 남은 미개통 구간(공덕역-용산역)이 개통되면서 수도권 전철 중앙선과 직결되었고, 2016년 4월 30일에 효창공원앞역이 개통되었다.
| 역 번호                        | 역명                           | 로마자 역명                    | 한자 역명                      | A 급 행                        | 대 곡 급 행                    | 접속 노선                                                  | 역간 거리                      | 누적 거리                      | 소재지                         | 소재지                         |
| 수도권 전철 중앙선과 직결 운행 | 수도권 전철 중앙선과 직결 운행 | 수도권 전철 중앙선과 직결 운행 | 수도권 전철 중앙선과 직결 운행 | 수도권 전철 중앙선과 직결 운행 | 수도권 전철 중앙선과 직결 운행 | 수도권 전철 중앙선과 직결 운행                             | 수도권 전철 중앙선과 직결 운행 | 수도권 전철 중앙선과 직결 운행 | 수도권 전철 중앙선과 직결 운행 | 수도권 전철 중앙선과 직결 운행 |
| ------------------------------ | ------------------------------ | ------------------------------ | ------------------------------ | ------------------------------ | ------------------------------ | ---------------------------------------------------------- | ------------------------------ | ------------------------------ | ------------------------------ | ------------------------------ |
| K110                           | 용산                           | Yongsan                        | 龍山                           |                                |                                | ● 수도권 전철 1호선 경부선                                 | 0.0                            | 0.0                            | 서울특별시                     | 용산구                         |
| K311                           | 효창공원앞                     | Hyochang Park                  | 孝昌公園                       |                                |                                | ● 서울 지하철 6호선                                        | 1.8                            | 1.8                            | 서울특별시                     | 용산구                         |
| K312                           | 공덕                           | Gongdeok                       | 孔德                           | ●                              | ●                              | ● 수도권 전철 5호선 ● 서울 지하철 6호선 ● 인천국제공항철도 | 0.7                            | 2.5                            | 서울특별시                     | 마포구                         |
| K313                           | 서강대                         | Sogang Univ.                   | 西江大                         | ｜                             | ●                              |                                                            | 1.9                            | 4.4                            | 서울특별시                     | 마포구                         |
| K314                           | 홍대입구                       | Hongik Univ.                   | 弘大入口                       | ●                              | ●                              | ● 서울 지하철 2호선 ● 인천국제공항철도                     | 0.9                            | 5.3                            | 서울특별시                     | 마포구                         |
| K315                           | 가좌                           | Gajwa                          | 加佐                           | ｜                             | ●                              | 서울역 방면                                                | 1.7                            | 7.0                            | 서울특별시                     | 서대문구                       |

## 같이 보기
- 경의선
- 용산선
- 수도권 전철 중앙선
- ● 수도권 전철 경의·중앙선